# Трње (Звољен)
Трње (слч. Tŕnie) насељено је мјесто са административним статусом сеоске општине (слч. obec) у округу Звољен, у Банскобистричком крају, Словачка Република.

## Становништво
| Година:    | 1994. | 2004.   | 2014.    | 2024.   |
| ---------- | ----- | ------- | -------- | ------- |
| Број људи: | 347   | 362     | 417      | 427     |
| Разлика:   |       | +4,32 % | +15,19 % | +2,39 % |

| Година:    | 2023. | 2024.   |
| ---------- | ----- | ------- |
| Број људи: | 429   | 427     |
| Разлика:   |       | -0,46 % |

Према подацима о броју становника из 2011. године насеље је имало 432 становника.